# Лангфельдт, Габриель
Габриель Лангфельдт (23 декабря 1895 года — 28 октября 1983) — норвежский психиатр, профессор Университета Осло с 1940 по 1965 год. Его публикации были посвящены шизофрении и судебной медицине. Также был привлечен в качестве эксперта во время судебного процесса против Кнута Гамсуна. Автор книги о Квислинге.

## Биография
Родился в Кристиансанне в семье директора банка Карла Герхарда Магнуса Лангфельдта и Гудрун Амалии Леверсен. Брат Эйнара Лангфельдта. Габриель Лангфельдт закончил Кристиансаннскую Соборную школу. В 1920 году в университете Осло получил степень кандидата медицины. В 1926 году, после защиты диссертации посвященной работе эндокринных желез и вегетативной нервной системы при шизофрении, Лангфельдту была присвоена степень доктора медицины.
После работы в качестве районного врача и врача больницы в 1923 году Лангфельдт стал помощником врача в больнице Neevengården в Бергене. В 1929 года стал работать психиатром в полиции. Будучи полицейским психиатром, он открыл первое отделение наблюдения за психиатрическими пациентами, чтобы избежать необходимости помещать их в тюрьму в период ожидания места в психиатрической клинике.
В 1935 году приступил к работе в психиатрической клинике университета Осло. В 1940 году немецкая оккупационная администрация назначила его руководителем клиники. В 1945 году законное норвежское правительство утвердило его в должности.
В 1937 и 1939 годах Лангфельдт опубликовал ряд работ, в которых развил различие между «типичной шизофренией» и «шизофреноподобными психозами». В то время как первое состояние имеет плохой прогноз, он полагал, что шизофреноподобные психозы могут включать аффективные расстройства и бред, но не имеют нескольких типичных шизофренических симптомов, поэтому прогноз по ним более благоприятный. Эта теория привлекла международное внимание. Лангфельдт был основным докладчиком на 2-м Международном Конгрессе психиатров, посвященном «группам шизофрении», состоявшемся в Цюрихе в 1958 году. В Вене Лангфельдт изучал инсулиновую шоковую терапию шизофрении, разработанную Манфредом Сакелем, но скептически относился к методу .
С 1946 по 1965 год Лангфельдт возглавлял норвежский Совет судебной медицины.
Увидев, что студентам не хватает учебника по психиатрии, он опубликовал его в 1951 году. Данный труд имел большое влияние в Норвегии и странах северной Европы.
Лангфельдт также опубликовал несколько книг на психологические темы для широкой общественности, среди них: «Nervøse lidelser og deres behandling» (Нервные болезни и их лечение), «Hvorfor blir эт ulykkelig ekteskap?» (Почему брак становится несчастливым?) и «Sjalusisyken» (Болезнь ревности).

## Психиатрическая экспертиза Кнута Гамсуна
В октябре 1946 года, Лангфельдту была поручена судебная психиатрическая экспертиза норвежского писателя Кнута Гамсуна, который активно поддерживал нацистский режим во время немецкой оккупации Норвегии. Вторым психиатром, участвовавшим в экспертизе был Орнульф Одергард. Экспертиза проходила в университетской клинике в Виндерне в течение четырёх месяцев до февраля 1947 года.
Врачи определили, что у Гамсуна развился атеросклероз ещё до 1940 года и что он был ещё более ослаблен своим первым кровоизлиянием в мозг в 1942 году, что вызвало афазию. Был вынесен диагноз, что Гамсун имел «постоянно нарушенные умственные способности» (varig svekkede sjsevner). Исходя из диагноза, прокуроры решили не возбуждать уголовное дело против Гамсуна.
В 1949 году Гамсун опубликовал книгу «Paa gjengrodde Stier» («По заросшим тропинкам»), комбинацию автобиографии и повествования, охватывающую период с момента его ареста в 1945 году до приговора Верховного Суда в 1948 году. Он изобразил Лангфельдта грубым человеком, который наслаждался властью: «он мог издеваться надо мной столько, сколько хотел — и он очень хотел», — писал Гамсун . «В его личности, в его образе бытия, Лангфельдт ставит себя выше всех, с его молчанием при любом несогласии, с его показом превосходства, которое кажется просто надуманным […] Я чувствую, что психиатру было бы полезно научиться немного улыбаться. Улыбка над собой время от времени». Основной темой книги Гамсуна является то, что он считал, что заслужил обычный суд вместо пребывания в психиатрической клинике и психиатрического диагноза. Он настаивает в книге, что госпитализация нанесла вред его здоровью больше всего на свете.
Сначала Гамсун испытывал трудности с изданием своей книги. Лангфельдт потребовал, чтобы его имя не упоминалось, и издатель сначала потребовал того же, но позже опубликовал книгу с указанием имени Лангфельдта.
Книга «По заросшим тропинкам» была хорошо принята, в книге поднимался вопрос о том, были ли правы Лангфельдт и Одегард в своем диагнозе, хотя большинство психиатров согласились с ними. В 1952 году Лангфельдт утверждал, что диагноз Гамсуна был верным, и подчеркнул, что сделанное заключение принесло пользу как памяти Гамсуна, так и Норвегии как нации. По сравнению с первоначальной медицинской оценкой, Лангфельдт в 1952 году уделял больше внимания органическому заболеванию мозга, чем патологическим признакам. Некоторые критики диагноза утверждали, что это могло оказать влияние на правительство Норвегии, которое не хотело оправлять Гамсуна в тюрьму из-за его преклонного возраста и высокого статуса в качестве писателя. Психиатр Эйнар Кринглен, который был знаком с Лангфельдтом и Одегардом, исключает такую возможность. Датский писатель Торкильд Хансен в 1978 году опубликовал две книги: «Prosessen mot Hamsun» («Процесс над Гамсуном») и Den rettspykiatriske erklæring om Knut Hamsun («Судебно-психиатрическая экспертиза Кнута Гамсуна»), в которых выступил с резкой критикой Лангфельдта и Одегарда и их медицинского заключения.
Посмертное психиатрическое обследование, проведенное Зигмундом Картерудом и Ингаром Слеттеном Коллоеном, показало, что Гамсун имел неустановленное расстройство личности, но был юридически вменяемым.
В своей книге 1969 года «Gåten Vidkun Quisling» («Загадка Видкуна Квислинга») Лангфельдт утверждал, что Квислинг также должен был пройти психиатрическую экспертизу и что он, возможно, страдал от паранойи.

## Гуманитарная деятельность
От первоначальных религиозных взглядов Лангфельдт постепенно перешел к светской гуманистической жизненной позиции. В 1958 году была основана Ассоциация гуманистов, в которой Лангфельдт стал центральной фигурой. Также Лангфельдт председательствовал на международном Конгрессе гуманистических и этических союзов в Норвегии в 1962 году. В 1958 году он написал книгу об Альберте Швейцере и позже переписывался с ним. В 1966 году он написал книгу «Den gylne regel og andre humanistiske moralnormer» («Золотое правило и другие гуманистические нормы морали»).

## Личная жизнь
Лангфельдт был трижды женат. Его брак с первой женой, Евой Антуанеттой Тутейн Паульсон, дочерью профессора Эдварда Паульсона, был расторгнут в 1928 году; в том же году он женился на секретарше Хьёрдис Нильссен. Третьей супругой, после смерти второй жены, стала Мари Нильссен, её сестра.
Лангфельдт продолжал работать психиатром до восьмидесяти лет. Скончался в Осло в 1983 году.

## Награды и признание
- Член норвежской Академии наук (1941)
- Премия Стэнли Р. Дина за исследования в области шизофрении
- Почетный член норвежской ассоциации психиатров (1965)
- Почетный доктор Хельсинкского университета (1966)